# Marta Cienkowska
Marta Cienkowska, née le 14 novembre 1987 à Ciechanów (Mazovie), est une politologue, manager culturelle et productrice de théâtre et femme politique polonaise. Sous-secrétaire d'État au ministère de la Culture et du Patrimoine national depuis décembre 2023, elle est nommée à la tête de ce ministère dans le gouvernement Donald Tusk III à l'occasion d'un remaniement ministériel en juillet 2025.

## Biographie
Marta Cienkowska obtient en 2011 à l'Université de Varsovie un master en sciences politiques avec une spécialisation en gestion européenne, suivi en 2014 d'un diplôme de l'Académie polonaise des sciences en gestion culturelle dans les structures de l'Union européenne, ainsi qu'un certificat High Performance Leadership délivré par l'Instytut Rozwoju Biznesu.
Elles est de 2012 à 2016 vice-présidente de l'Association des initiatives culturelles internationales (SMIK) (pl). Elle participe à la production de spectacles de théâtre et à la conception de campagnes de communication, ainsi qu'au soutien au financement de nouveaux projets culturels à partir de fonds publics (notamment des fonds européens) et privés.
Elle se présente aux élections législatives de 2023 comme candidate sur la liste de Troisième Voie en tant que représentante de Pologne 2050 dans la 16e circonscription (Płock) pour la Diète, mais n'est pas élue. Le 19 décembre de la même année, elle est nommée sous-secrétaire d'État auprès du ministre de la Culture et du Patrimoine national Bartłomiej Sienkiewicz, élu député européen l'année suivante. Elle est promue ministre dans le gouvernement Donald Tusk III à l'occasion d'un remaniement ministériel en juillet 2025, remplaçant Hanna Wróblewska, nommée l'année précédente.